# Sophus Müller
 Der er flere personer med dette navn, se Sophus Müller (præst).
Sophus Otto Müller (født 24. maj 1846 i København, død 24. februar 1934 på Frederiksberg) var en dansk arkæolog, som havde grundlæggende betydning for moderne forskning ved gennemførelsen af systematiske udgravninger.
Müller var søn af numismatikeren og museumsmanden Ludvig Müller. Han gik i Bohrs Skole og blev student 1864, privat dimitteret. Han valgte som universitetsstudium klassisk filologi og slog først meget senere ind på arkæologien. 1871 blev han cand.philol., hvorefter han ernærede sig som underviser. Skolen havde hans interesse, og dens arbejde beskæftigede ham med afbrydelser indtil 1876. Først i begyndelsen af 1870'erne kastede han sig over arkæologien og var på studierejse til Tyskland, Schweiz og Italien 1872-73. Skønt han hurtigt kastede sig over arkæologiske studier vedrørende Danmarks oldtid, forsømte han derfor ikke den klassiske Oldtid, som han var kommet i berøring med under sine embedsstudier, og han havde derfor et meget bredt overblik over oldtiden. I 1878 ansattes han som assistent ved det daværende museum for de nordiske oldsager, 1885 blev han Inspektør sammesteds, men fungerede tillige ved Direktionen for de antikvariske Mindesmærkers Bevaring, og endelig udnævntes han 1892 ved Nationalmuseets oprettelse til direktør for sammes 1. afdeling, der da omfattede den danske samlings forhistoriske del, den etnografiske samling og antiksamlingen.

## Sikringen af fortidsminderne
Han var direktør for Nationalmuseet 1892-1921 som Worsaaes efterfølger. Museets stab i København talte 8 mand, der i kapløb med tiden og landbrugets fremskridt skulle sikre, hvad man kunne, af fortidens arv.
Sophus Müller udførte en umådelig stor opgave med hensyn til at bevare fortidsminder for eftertiden. Han rejste land og rige rundt for at formå bønder og andre til at lade fortidsminderne blive liggende, skønt mangen en landmand hellere foretrak et par kvadratmeter sædekornsland mere. Samtidig var han ofte på pletten, når der skete mere eller mindre autoriserede arkæologiske udgravninger for derved at danne sig en bedømmelse af fundets vigtighed og af de fundne genstande og sikre sig de bedste eksemplarer til Nationalmuseet. I disse henseender var han i høj grad "rette mand på rette tid og sted".
Under hans ledelse steg de ham underlagte samlinger betydeligt såvel i omfang som i indre værdi: samtlige samlinger blev fra grunden omordnede i overensstemmende med videnskabens seneste resultater og forsynede med trykte etiketter til vejledning for besøgende. Undersøgelse og udgravning af de forhistoriske mindesmærker i Danmark foretoges delvis med større mål for øje end tidligere og - nok så vigtigt - efter fast udformede regler, der på een gang gav størst mulig nøjagtighed og udbytte. Det var ikke mindst i Sophus Müllers tid, at der blev taget skridt til en egentlig fredlysning af de endnu velbevarede forhistoriske monumenter.
Forholdet mellem Nationalmuseet og de i hans samtid nyopståede statsunderstøttede provinsmuseer blev væsentlig på Müllers foranledning ordnet på heldig vis.

## Videnskabsformidleren
Sophus Müller præsterede et omfattende og vidtfavnende forfatterskab. Det blev måske mere end nogen anden hans opgave at formidle de mange fund og andre tiltag, der blev gjort inden for hans samtids arkæologi. Denne formidlingsopgave omfattede ikke mindst løbende oversigter over arkæologiske emner og det stade, forskningen netop da befandt sig på.
I "Ordning af Danmarks Oldsager" gav han som den første en fuldstændig oversigt over det store arkæologiske materiale med hovedvægten lagt på den systematiske redegørelse for de enkelte oldsagsformer således, at disse blev ordnede efter tid, fundgruppe og brug. Sophus Müller viser sig her som en samtidig med Oscar Montelius og med større forståelse for helheder end denne. I "Vor Oldtid" gav han en på een gang almenfattelig, men tillige strengt videnskabelig, indgående fremstilling af Danmarks oldtidshistorie, der repræsenterede det mest ypperlige, samtiden kunne præstere.

## Stridsøksekulturen
Det var i Sophus Müllers tid, at vidnesbyrdene om stridsøksekulturen begyndte at dukke frem i Vestjylland, og det blev hans opgave som den første i 1898 at skrive en sammenfattende oversigt over den nye kultur. Han påviste, at stridsøksekulturen, der efter gravformen undertiden kaldtes enkeltgravskulturen, var samtidig med megalitgravene i det østlige Danmark.

## Hædersbevisninger
Müller blev Ridder af Dannebrog 1889, Dannebrogsmand 1901, Kommandør af 2. grad 1913 og af 1. grad 1921.
Han er begravet på Skoven Kirkegård ved Jægerspris. Der findes et maleri af Knud Larsen 1917; skitse på Frederiksborgmuseet. Portrætteret af P.S. Krøyer 1888 på Aftenselskab på Ny Carlsberg Glyptotek. Marmorbuste af Ludvig Brandstrup 1931 i Nationalmuseet. Træsnit 1895.

## Forfatterskab
- Sophus Müller: "Dr. Horstmann und das nordische Bronzealter zur Beleuchtung der Streitfrage" (Archiv für Anthropologie IX; Braunschweig 1876, s. 127ff)
- Sophus Müller: "Bronzealderens Perioder. En Undersøgelse i forhistorisk Archæologi" (Aarbøger for nordisk Oldkyndighed og Historie 1876; s. 185-312)
- Sophus Müller: Zur Bronzealter-Frage. Notizen zu den Gegenbemerkungen der Herren Genthe, Lindenschmidt und Hostmann; Braunschweig 1877
- Sophus Müller: Die nordische Bronzezeit und deren Periodentheilung. Autorisirte Ausgabe; Jena 1878
- Sophus Müller: "Dyreornamentikken i Norden" (Aarbøger for nordisk Oldkyndighed og Historie 1880)
- Sophus Müller: "Den europæiske Bronzealders Oprindelse og første Udvikling, oplyst ved de ældste Bronzefund i det sydøstlige Europa"; Kjøbenhavn 1882 (Aarbøger for nordisk Oldkyndighed og Historie 1882)
- Sophus Müller: "Ursprung und erste Entwicklung der europäischen Bronzecultur, beleuchtet durch die ältesten Bronzefunde im südöstlichen Europa. Entwurf zu einer archäologischen Untersuchung von Dr. Sophus Müller" (Archiv für Anthropologie XV, Braunschweig 1884)
- Sophus Müller: "Votivfund fra Sten- og Bronzealderen" (Aarbøger for nordisk Oldkyndighed og Historie 1886; s. 216-250)
- Sophus Müller: Ordning af Danmarks Oldsager I. Stenalderen; København 1888
- Sophus Müller: "Nogle Halsringe fra Slutningen af Bronzealderen og fra den ældste Jernalder" (Nordiske Fortidsminder I, 1890; s. 19-31)
- Sophus Müller: "Det store Sølvkar fra Gundestrup i Jylland" (Nordiske Fortidsminder I,3; København 1892)
- Sophus Müller: Ordning af Danmarks Oldsager II. Bronzealderen; København 1895
- Sophus Müller: Ordning af Danmarks Oldsager III. Jernalderen; København 1892-1895
- Sophus Müller: "Nye Stenalders Former" (Aarbøger for nordisk Oldkyndighed og Historie 1896; s. 303-419)
- Sophus Müller: "Udsigt over Oldtidsgravninger foretagne for Nationalmuseet i Aarene 1893-96" (Aarbøger for nordisk Oldkyndighed og Historie 1897; s. 161-224)
- Sophus Müller: Vor oldtid. Danmarks forhistoriske archaeologi almenfattelig fremstillet ved Sophus Müller. Med 441 illustrationer i texten og 6 plancher; Kjøbenhavn 1897
- Sophus Müller: "De jyske Enkeltgrave fra Stenalderen" (Aarbøger for nordisk Oldkyndighed og Historie 1898)
- Sophus Müller: "Affaldsdynger fra Stenalderen"; 1900
- Sophus Müller: "Bronzebælter fra førromersk Tid" (Aarbøger for nordisk Oldkyndighed og Historie 1900)
- Sophus Müller: "En fremmed Halsring af Guld fra førromersk Tid" (Aarbøger for nordisk Oldkyndighed og Historie 1900)
- Sophus Müller: "Flintdolkene i den nordiske Stenalder" (Nordiske Fortidsminder, bind 1; København 1902)
- Sophus Müller og C. Neergaard: "Danevirke, archæologisk undersøgt, beskrevet og tydet" (Nordiske Fortidsminder I,5; 1903)
- Sophus Müller: "Solbillédet fra Trundholm" (Nordiske Fortidsminder, bind 1; København 1903)
- Sophus Müller: "Vej, By og Bygd i Sten- og Bronzealderen" (Aarbøger for nordisk Oldkyndighed og Historie 1904; s. 1-64)
- Sophus Müller: "Bopladsfundene, den romerske Tid" (Aarbøger for nordisk Oldkyndighed og Historie; København 1906)
- Sophus Müller: "Nye Fund og Iagttagelser fra Sten-, Bronze- og Jernalderen" (Aarbøger for nordisk Oldkyndighed og Historie 1907)
- Sophus Müller: "Juellinge Fundet" (Nordiske Fortidsminder II, 1909)
- Sophus Müller: "Bronzealderens Begyndelse og ældre Udvikling i Danmark" (Aarbøger for nordisk Oldkyndighed og Historie; København 1909; s. 1-119)
- Sophus Müller: "Vendsysselstudier III" (Aarbøger for nordisk Oldkyndighed og Historie; København 1912)
- Sønderjyllands stenalder" (Aarbøger for nordisk Oldkyndighed og Historie; København 1913)
- Sophus Müller: "Archæologisk Udbytte af Mosearbeidet i Krigsaaret 1917" (Aarbøger for nordisk Oldkyndighed og Historie; København 1917; s. 148-175)
- Sophus Müller: "Bopladsfund fra Bronzealderen" (Aarbøger for nordisk Oldkyndighed og Historie; København 1919; s. 35-105)
- Sophus Müller: "Nye Fund og Former" (Aarbøger for nordisk Oldkyndighed og Historie; København 1920; s. 88-111)
- Sophus Müller: Bronzealderens Kunst; København 1921
- Sophus Müller: Oldtidens Kunst i Danmark III. Jernalderens Kunst; København 1933